# Sargocentron megalops
Sargocentron megalops är en fiskart som beskrevs av Randall, 1998. Sargocentron megalops ingår i släktet Sargocentron och familjen Holocentridae. Inga underarter finns listade i Catalogue of Life.